# Giovanni Tanasco
Giovanni Tanasco, nato Tanascovich (Cittavecchia, 9 febbraio 1889 – 6 novembre 1971), è stato un politico e antifascista italiano, eletto nella I legislatura della Repubblica Italiana alla Camera.

## Biografia
Il cognome familiare Tanascovich, nel 1928 viene italianizzato in Tanasco.
Nato in una famiglia patriottica italiana, studia nell'unico liceo italiano in Dalmazia, a Zara. Si laurea in giurisprudenza a Graz, dove risiede l'unica università austriaca che accetta la presentazione degli esami in lingua italiana.
Nel 1919 si trasferisce a Roma iscrivendosi al Partito Popolare Italiano, diventando tra il 1923 e il 1925 segretario di una sezione cittadina. L'affermazione del fascismo lo allontana dalle idee coltivate in gioventù sul nazionalismo italiano. Attivo nella fase organizzativa della Resistenza italiana dal 1943, viene arrestato il 19 settembre dello stesso anno e deportato nel gennaio del 1944 nel Campo di concentramento di Dachau.
Rientrato gravemente malato in Italia al termine del conflitto, nel 1948 viene candidato alla Camera nelle file della Democrazia Cristiana ed eletto. Nel 1949 viene accolta la richiesta espressa da Guglielmo Giannini per l'aumento di un seggio per il Fronte dell'Uomo Qualunque, a discapito di Tanasco, che subentra nel 1950 a Pietro Bulloni, morto durante lo svolgimento della legislatura.
Nominato Presidente della provincia di Trieste dal 1954 al 1956, ricopre negli anni successivi la carica di presidente del porto di Trieste.